# Triaspis macropteron
Triaspis macropteron là một loài thực vật có hoa trong họ Malpighiaceae. Loài này được Welw. ex Oliv. miêu tả khoa học đầu tiên năm 1868.